# Kathrin Hammes
Kathrin Hammes (Colonia, 9 gennaio 1989) è un'ex ciclista su strada tedesca.

## Palmarès

### Strada
- 2011 (Rothaus - Vita Classica)

3ª tappa Albstadt-Frauen-Etappenrennen (Tailfingen > Tailfingen)
- 2014 (Racing Students, una vittoria)

7ª tappa Tour Cycliste Féminin International de l'Ardèche (Saint-Marcel-d'Ardèche > Bourg-Saint-Andéol)
- 2019 (WNT-Rotor Pro Cycling, una vittoria)

Classifica generale Thüringen Rundfahrt der Frauen

#### Altri successi
- 2017 (Team TIBCO -SVB)

Leo Wirth Gedächtnisrennen
- 2018 (Trek-Drops)

Classifica scalatori Albstadt-Frauen-Etappenrennen
Classifica scalatori Thüringen Rundfahrt der Frauen
- 2021 (Ceratizit-WNT Pro Cycling)

Classifica scalatori Thüringen Rundfahrt der Frauen

## Piazzamenti

### Grandi Giri
- Giro d'Italia

2018: 22ª
2019: 42ª
2021: 50ª
2022: 29ª
2023: non partita (4ª tappa) 
- Tour de France

2022: 65ª
2023: 50ª
- Vuelta a España

2023: 52ª

### Classiche monumento
- Giro delle Fiandre

2021: 74ª
- Liegi-Bastogne-Liegi

2018: 55ª
2019: 56ª
2020: 49ª
2021: ritirata
2022: 39ª
2023: 84ª

### Competizioni mondiali
- Campionati del mondo

Richmond 2015 - Cronosquadre: 11ª
Richmond 2015 - In linea Elite: ritirata
Innsbruck 2018 - In linea Elite: ritirata
Yorkshire 2019 - In linea Elite: ritirata
Imola 2020 - In linea Elite: 101ª
Fiandre 2021 - In linea Elite: 74ª

### Competizioni europee
- Campionati europei

Offida 2011 - In linea Under-23: 42ª
Herning 2017 - In linea Elite: 48ª
Glasgow 2018 - In linea Elite: 53ª
Alkmaar 2019 - In linea Elite: 62ª
Plouay 2020 - In linea Elite: ritirata
Trento 2021 - In linea Elite: 20ª